# Adonis (mythologie)
Pour les articles homonymes, voir Adonis.
Dans la mythologie grecque, Adonis  (en grec ancien Ἄδωνις / Ádônis) est le fils de Cinyras et de sa fille Myrrha. Il existe plusieurs versions sur l'identité de ses parents, d'après Apollodore, il est le fils de Cinyras et de Matharmé ou Métharmé, d'après Hésiode, cité par Apollodore (III, 14, 4), il est le fils de Phoenix et Alphésibée. Adonis est un humain, amant d'Aphrodite. Il est associé à la rose et au myrte.
Adonis est une divinité d'origine orientale, dont le nom est certainement sémitique, la racine « Adon » signifiant « seigneur ». Il apparaît en Orient, avec le même mythe à peu de détails près, sous les noms de Tammouz ou de Thamous.

## Origine
Le culte d'Aphrodite et d'Adonis est probablement une continuation grecque de l'ancien culte sumérien d'Inanna et de Dumuzi. Le nom grec Ἄδωνις (Ádōnis) est dérivé du mot cananéen ʼadōn, qui signifie « seigneur ». Ce mot est lié à Adonaï (hébreu : אֲדֹנָי), l'un des titres utilisés pour désigner le Dieu de la Bible hébraïque et encore utilisé dans le judaïsme à nos jours. Le nom syrien d'Adonis est Gauas.
Le culte d'Inanna et de Dumuzi a peut-être été introduit dans le royaume de Juda pendant le règne du roi Manassé. Ézéchiel 8:14 mentionne Adonis sous son ancien nom sémitique oriental Tammuz et décrit un groupe de femmes pleurant la mort de Tammuz alors qu'elles sont assises près de la porte nord du Temple de Jérusalem.
La première référence grecque connue mentionnant Adonis provient d'un fragment d'un poème de la poètesse Sappho (vers 630 – vers 570 av. J.-C.), dans lequel un chœur de jeunes filles demande à Aphrodite ce qu'elles peuvent faire pour pleurer la mort d'Adonis. Aphrodite répond qu'elles doivent se battre la poitrine et déchirer leurs tuniques.

## Mythe

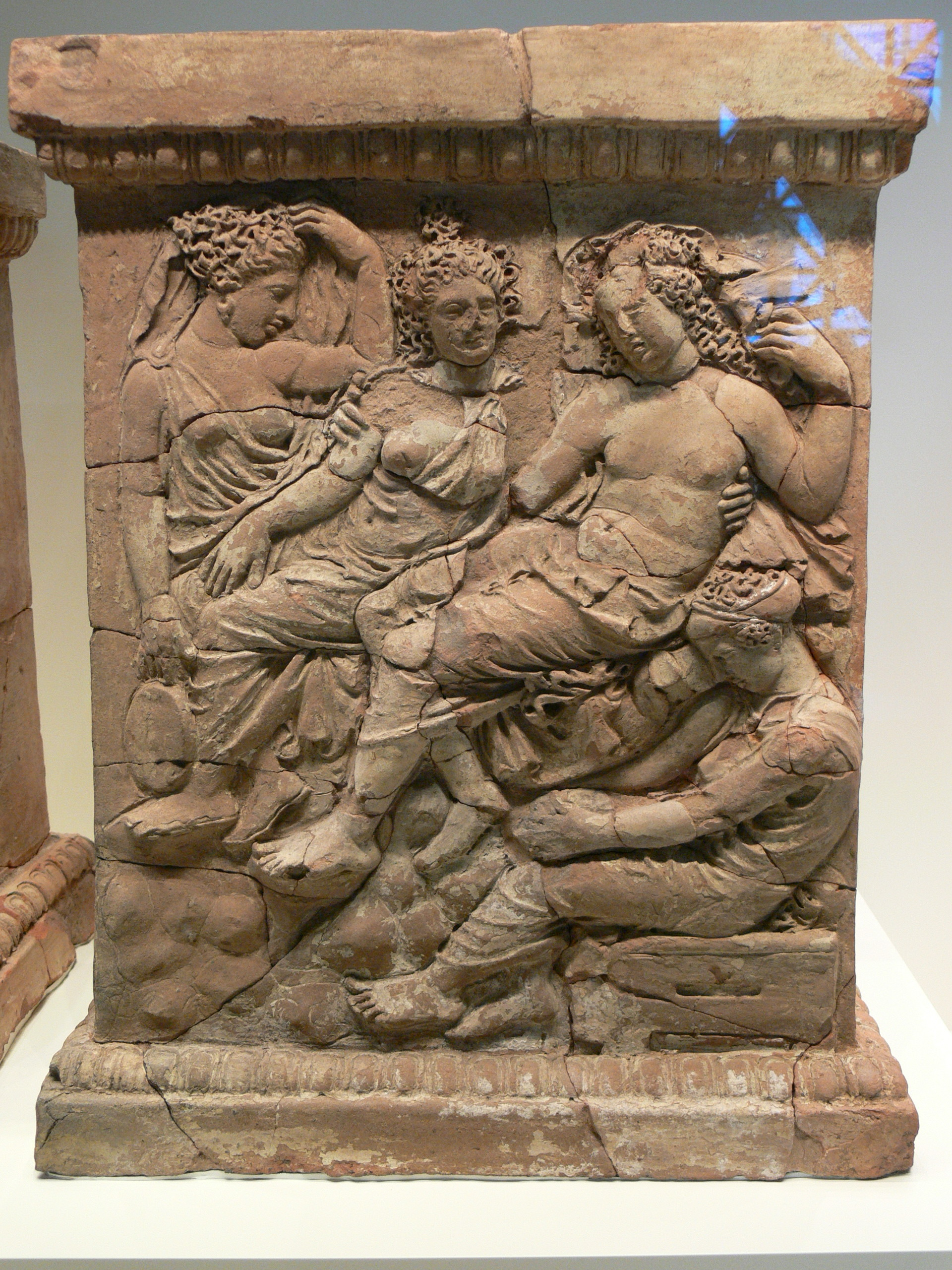
L'un des deux autels dédiés à Aphrodite et Adonis, fabriqué à Taras, Italie du Sud, 400-375 av. J.-C. La scène représentant les retrouvailles annuelles d'Aphrodite et d'Adonis montre le couple s'embrassant, en présence de deux femmes.

Adonis est fils de Cinyras, roi de Chypre et fondateur de la ville de Paphos dans l’île de Chypre, et de la fille de celui-ci, Myrrha, qu'il eut avec son épouse Cenchreis. La femme du roi attira un jour la haine d'Aphrodite en affirmant que sa fille Myrrha était plus belle qu'elle. La déesse lança alors une malédiction afin de se venger en faisant naitre un amour incestueux de Myrrha pour son père. Réalisant l'horreur de cet amour interdit, elle voulut mettre fin à ses jours. Sa nourrice réussit à l'en empêcher en lui promettant de l'aider à assouvir son désir et, par une nuit très sombre, elle la fit entrer dans le lit de son père, qu'elle avait enivré au point de ne plus savoir ce qu'il faisait. Quand Cinyras s'aperçut qu'il était à la fois le père et le grand-père de l'enfant à naître de Myrrha, fou de rage, il saisit une épée pour tenter de tuer sa fille, qui s'enfuit en suppliant les dieux de la rendre invisible. Prise de pitié, Aphrodite changea promptement Myrrha en arbre à myrrhe (une autre version du mythe existe où c'est Zeus qui changea Myrrha en arbre). L'épée du roi, en s'abattant, fendit le tronc en deux et le bébé Adonis en sortit. Une autre version existe où l'écorce de l'arbre se fendit lorsque la grossesse fut terminée. Cinyras ne fut pas réprimandé pour son inceste, mais son fils et petit-fils Adonis, devenu adulte, le défia en concours pour déterminer lequel d'eux était meilleur joueur de lyre : Cinyras perdit et se suicida.
Dès sa naissance, Adonis est d'une grande beauté : « il pourrait plaire même aux yeux de l’Envie. » (Ovide, les Métamorphoses). Il fut aimé d'Aphrodite. Selon le pseudo-Apollodore, touchée par la beauté de l'enfant, Aphrodite l'envoya dans un coffre en bois à Perséphone, afin que celle-ci le garde en sécurité. Perséphone eut la curiosité d'ouvrir le coffre et, trouvant Adonis, s'en éprit et le disputa à Aphrodite, qui s'était rendue aux Enfers pour le reprendre. Perséphone refusa de le rendre. Aphrodite en appela à Zeus tout puissant afin de régler le différend entre les deux déesses. Zeus refusa d'être juge dans une querelle aussi déplaisante, aussi confia-t-il l'affaire à un tribunal inférieur, présidé par la Muse Calliope. Celle-ci ordonna au jeune homme de passer un tiers de l'année avec Aphrodite, un autre tiers avec Perséphone et le dernier avec la personne de son choix. La décision de Calliope sembla, dans un premier temps, apaiser les tensions entre les deux déesses. Cependant, si Adonis respecta à la lettre les exigences du roi des dieux, il choisit de consacrer le tiers de l'année restant à Aphrodite, afin de vivre pleinement son amour pour elle.
Dès lors, le partage n'était plus équitable et l'amour qui liait Aphrodite à Adonis attisa la colère de Perséphone et des autres dieux. Car si la déesse de l'Amour, épouse légitime d'Héphaïstos, avait coutume de multiplier les infidélités, elle semblait cette fois-ci véritablement éprise de son jeune amant. Un jour Adonis, qui parcourait la forêt idalienne pour chasser, fut mortellement blessé à la jambe par le sanglier qu'il avait touché. Une goutte de son sang tomba par terre et Aphrodite versa une larme sur cette goutte de sang, qui donna naissance à l'adonis goutte-de-sang.

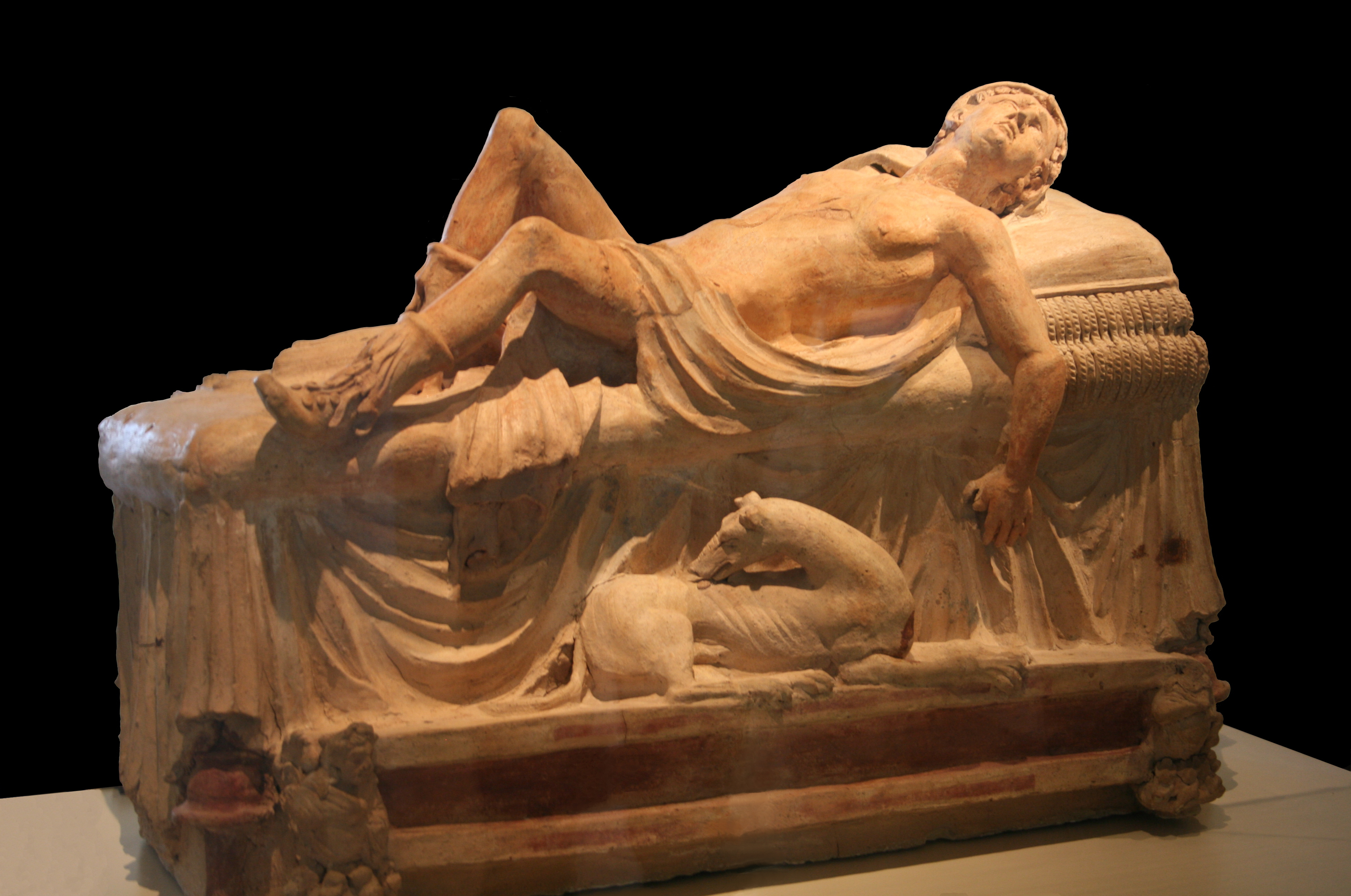
Monument funéraire en terre cuite polychrome représentant Adonis mourant, entre 250 et 100 av. J.-C. Musée grégorien étrusque

Toutes les légendes s'accordent sur cette fin tragique, mais elles diffèrent quant à l'instigateur de ce drame. Certains mythes affirment qu'Arès (dieu de la Guerre), l'amant officiel d'Aphrodite, ne supportait pas d'être ainsi délaissé au profit d'un autre. Fou de jalousie, il décida de reconquérir la déesse de l'Amour en éliminant Adonis qu'il fit tuer par un sanglier. D'autres prétendent qu'Apollon (dieu des Arts et de la Divination entre autres) fut à l'origine de la mort d'Adonis. Furieux contre Aphrodite, qui avait rendu aveugle son fils, Érymanthe, pour l'avoir surprise dans son bain, Apollon aurait arraché son bel amant à la déesse. Dans une autre version (Apol. III, 183) c'est Artémis, peut-être jalouse de son habileté de chasseur, qui lança contre lui un sanglier furieux.
Une version indique que c'est le sang d'Adonis qui donne sa couleur brun-rouge à la rivière Adonis du Liban, lors des crues (cette rivière prend source dans la grotte d'Aphaca où Adonis est censé être né).
Les amours d'Adonis avec Aphrodite et Perséphone symbolisent les cycles des saisons et de leurs capacités à produire des richesses dont pouvaient profiter les hommes. « On reconnaît dans ce mythe une personnification des forces productrices de la nature et une image du rythme des saisons. » On a aussi rapproché le mythe de la mort d'Adonis par les faits d'un sanglier, de celui du sanglier d'Érymanthe où c'est l'animal qui succombe.
Une autre version, rapportée par Servius, indique que ce sont plutôt les roses qui apparaissent grâce au sang d'Adonis et aux larmes d'Aphrodite.

## Culte d'Adonis

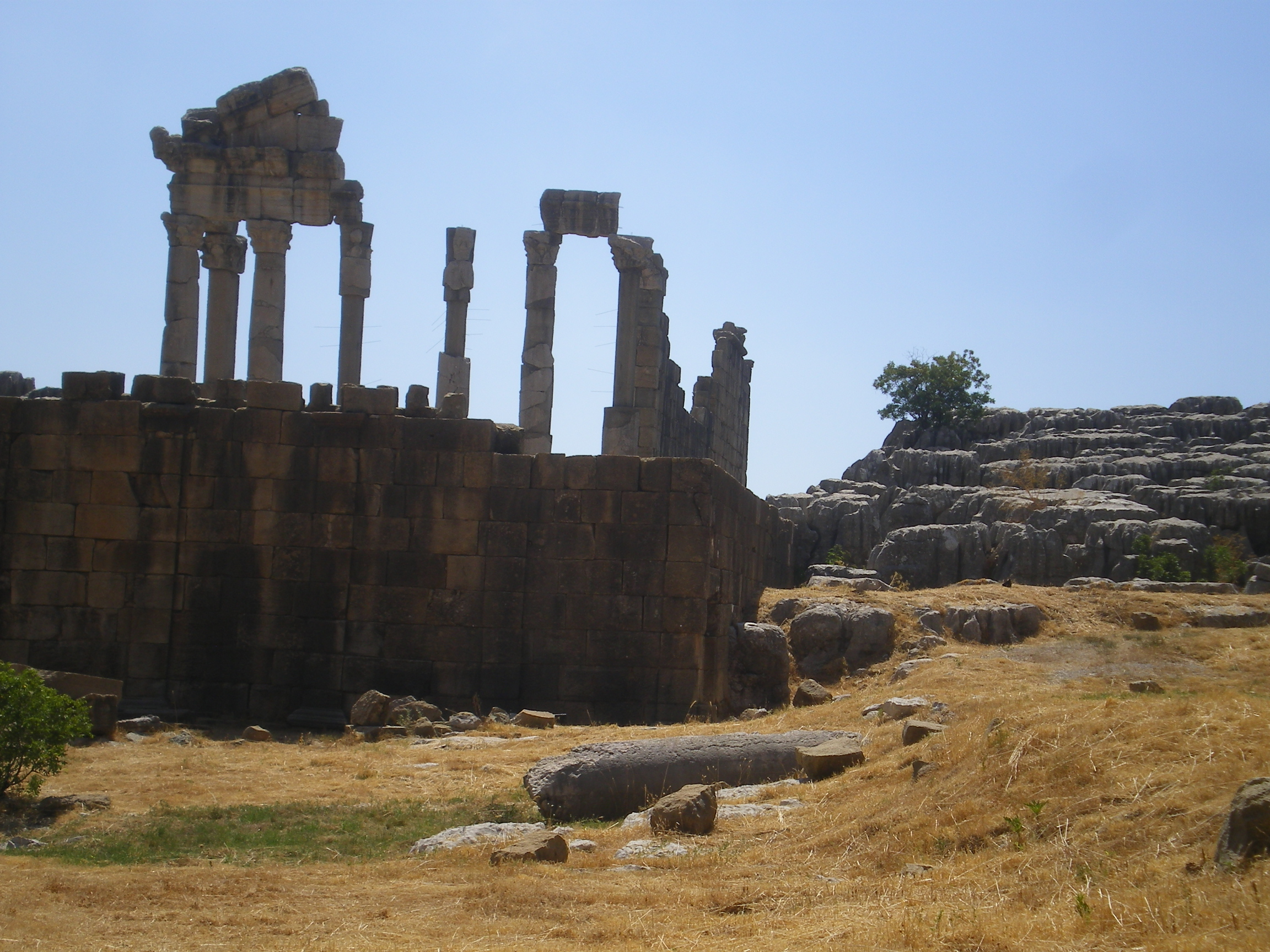
Ruines du temple d'Adonis à Faqra, Liban

Les Adonies, fêtes en l'honneur d'Adonis, étaient célébrées en divers lieux, et plusieurs auteurs de l'Antiquité grecque les ont évoquées. Aphrodite tint à rendre hommage à son amant défunt et organisa en son honneur une fête funèbre célébrée chaque 19 juillet par les femmes phéniciennes. Ce rituel consistait à planter des graines et à les arroser d'eau chaude de manière à accélérer leur croissance. Ces plantations, surnommées « jardins d'Adonis », mouraient également très rapidement, symbolisant la mort du jeune homme.
À Athènes dès le Ve siècle av. J.-C., les femmes rendaient à Adonis un culte vibrant, dont s'est moqué Aristophane. Elles se lamentaient alors bruyamment sur le sort tragique des deux amants, gémissant et criant : « Il est mort, le bel Adonis. » Ces fêtes avec grande pompe étaient célébrées à Byblos, à Alexandrie, entre autres. Elles duraient trois jours : le 1er était consacré à la célébration de la couche d'Aphrodite et d'Adonis, le 2e au deuil d'Adonis, le 3e à la résurrection d'Adonis.
Adonis était appelé Adon en Phénicie, et possiblement « Tammouz » en Mésopotamie (voir le dieu Dumuzi/Tammuz du Proche-Orient ancien et le mois de Tammouz, qui en dérive, dans le calendrier juif, et qui veut dire « juillet » en arabe et en turc). Salomon Reinach a proposé de voir dans ce rite l'explication de la légende relatée par Plutarque de Chéronée, concernant un pilote de navire égyptien qui aurait entendu une voix venue du rivage de l'île de Paxos, l'appelant par son nom et lui demandant d'annoncer que « le grand Pan est mort » : selon lui, il faudrait comprendre que la voix disait « Thamous, Thamous, Thamous, le très-grand (Panmegas) est mort », Thamous étant à la fois l'hétéronyme d'Adonis et le nom du pilote. Marcel Detienne propose une interprétation tout à fait différente (Les Jardins d'Adonis, 1972).

## Évocations artistiques

### Peintures
- La Mort d'Adonis, peinture de Sebastiano del Piombo (1512).
- Vénus et Adonis, plusieurs peintures de Titien (années 1550-1560).
- Vénus pleurant Adonis, peinture de Véronèse (1573).
- La Mort d'Adonis, peinture de Rubens (1614).
- Vénus pleurant Adonis, peinture de Poussin (1627).
- Vénus et Adonis, peints par Sebastiano Ricci en 1707-1708, conservé au Musée des Beaux-Arts d'Orléans[16]
- Vénus et Adonis, peints par Jacques Ignatius de Roore, conservé au Musée de Grenoble.
- Laurent de La Hyre a peint un Adonis mort, actuellement exposé au musée du Louvre.

### Autres
- Venus and Adonis est le premier opéra anglais, composé par John Blow.
- Vénus et Adonis est l'un des cinq poèmes narratifs de William Shakespeare.
- Canova a sculpté un Adonis.
- Guillaume-Gabriel Le Breton a écrit une tragédie sur ce mythe (Adonis, 1579).
- Rosso Fiorentino a réalisé le carton d'une fresque représentant la Mort d'Adonis, visible dans une des travées sud de la Galerie François Ier au Château de Fontainebleau.
- Giambattista Marino a écrit également une œuvre poétique sur ce personnage mythologique : Adone.
- André Chénier évoque Adonis dans l'Épître IV de ses Épîtres.
- Adonis de Jean de la Fontaine, un poème écrit d'abord en 1658 pour Nicolas Fouquet et repris et augmenté plus tard, en 1669.
- Vénus et Adonis, tragédie en musique d'Henry Desmarest en cinq actes et un prologue sur un livret de Jean-Baptiste Rousseau, créée à Paris en juillet 1697 à l'Académie royale de musique.
- La Mort d'Adonis, sculpture de Giuseppe Mazzuoli de 1710, conservée au Musée de l'Ermitage à Saint-Pétersbourg.

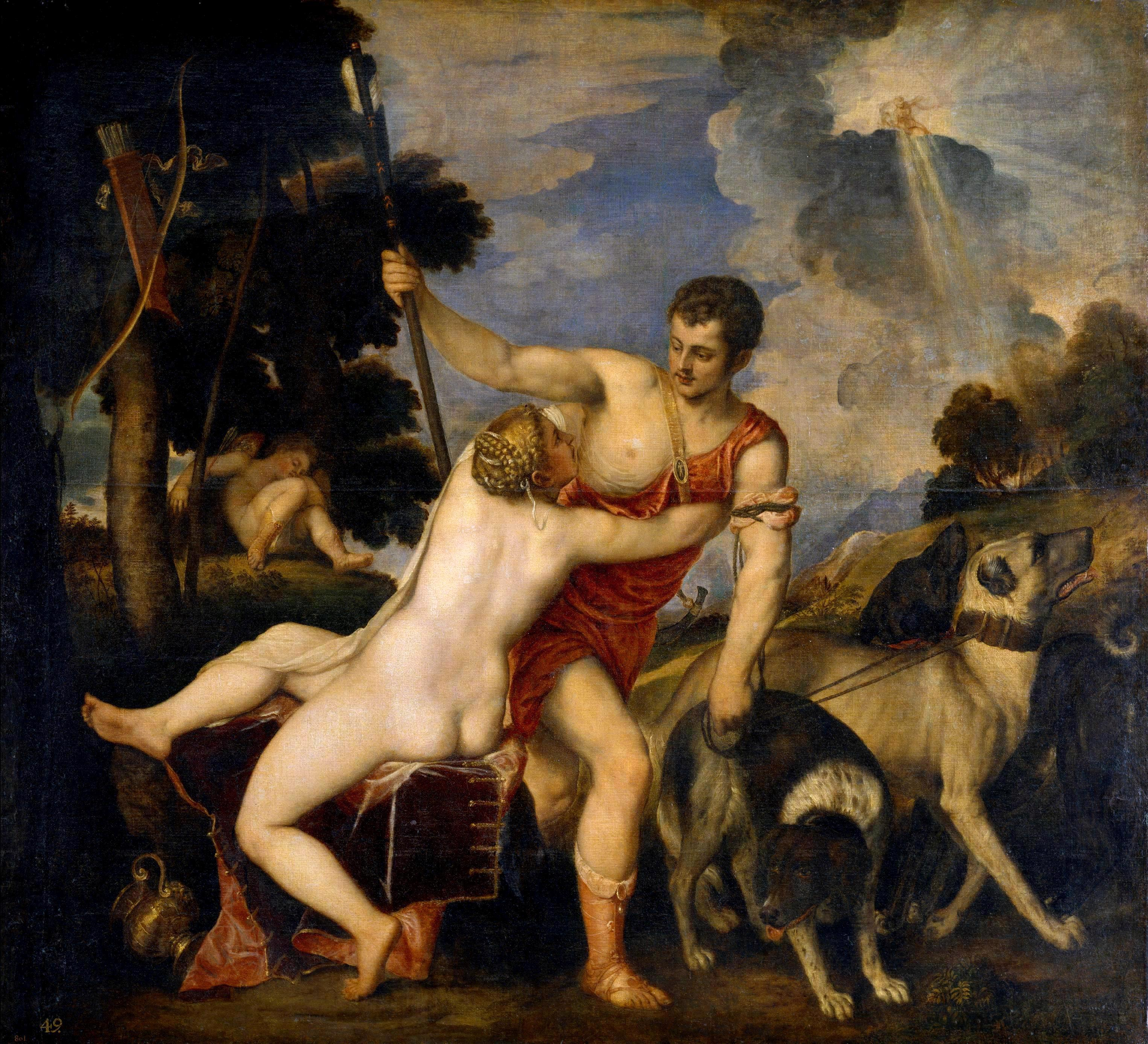
Vénus et Adonis, le Titien, 1554, Musée du Prado
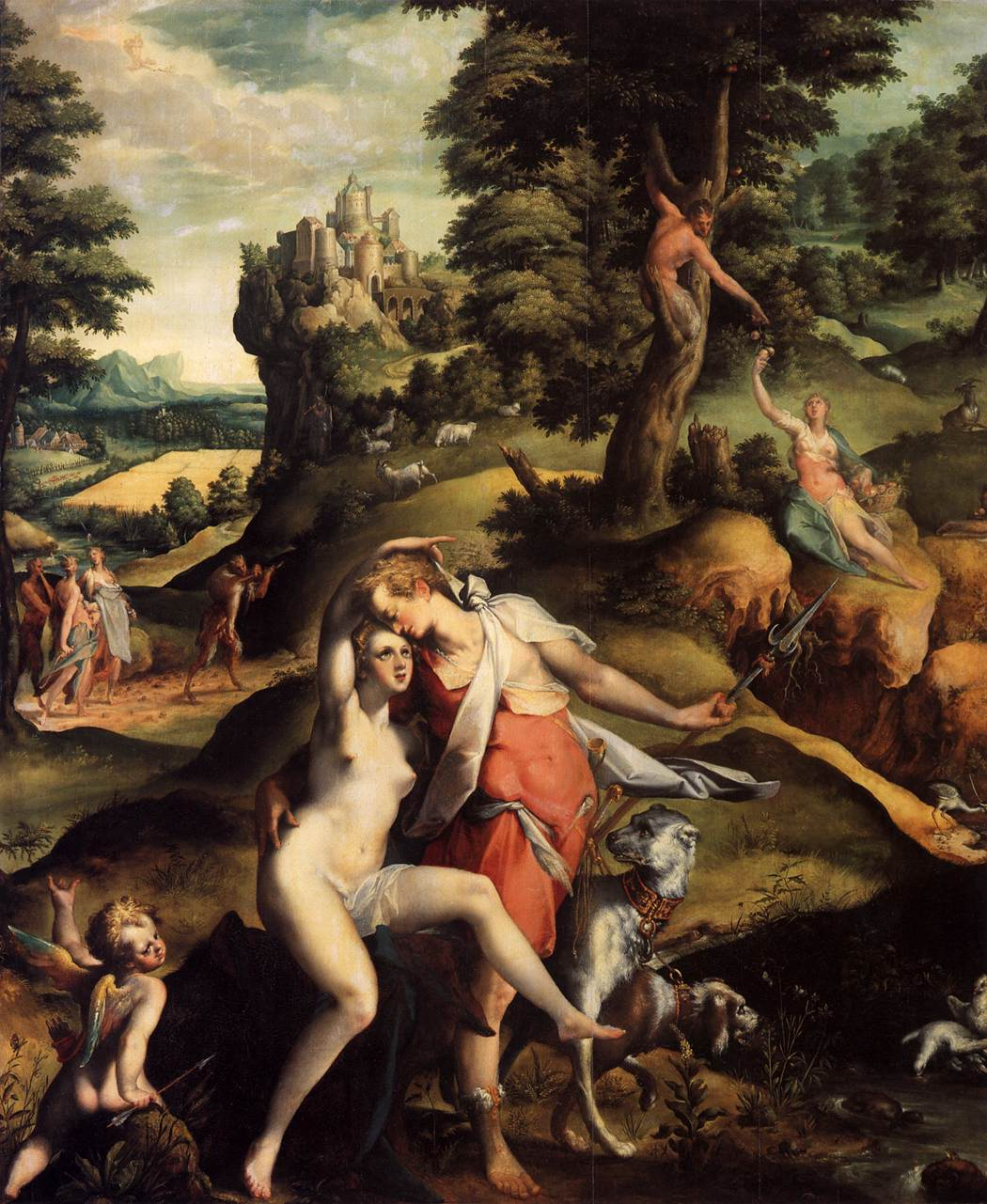
Vénus et Adonis, Bartholomeus Spranger, vers 1587, Rijksmuseum Amsterdam
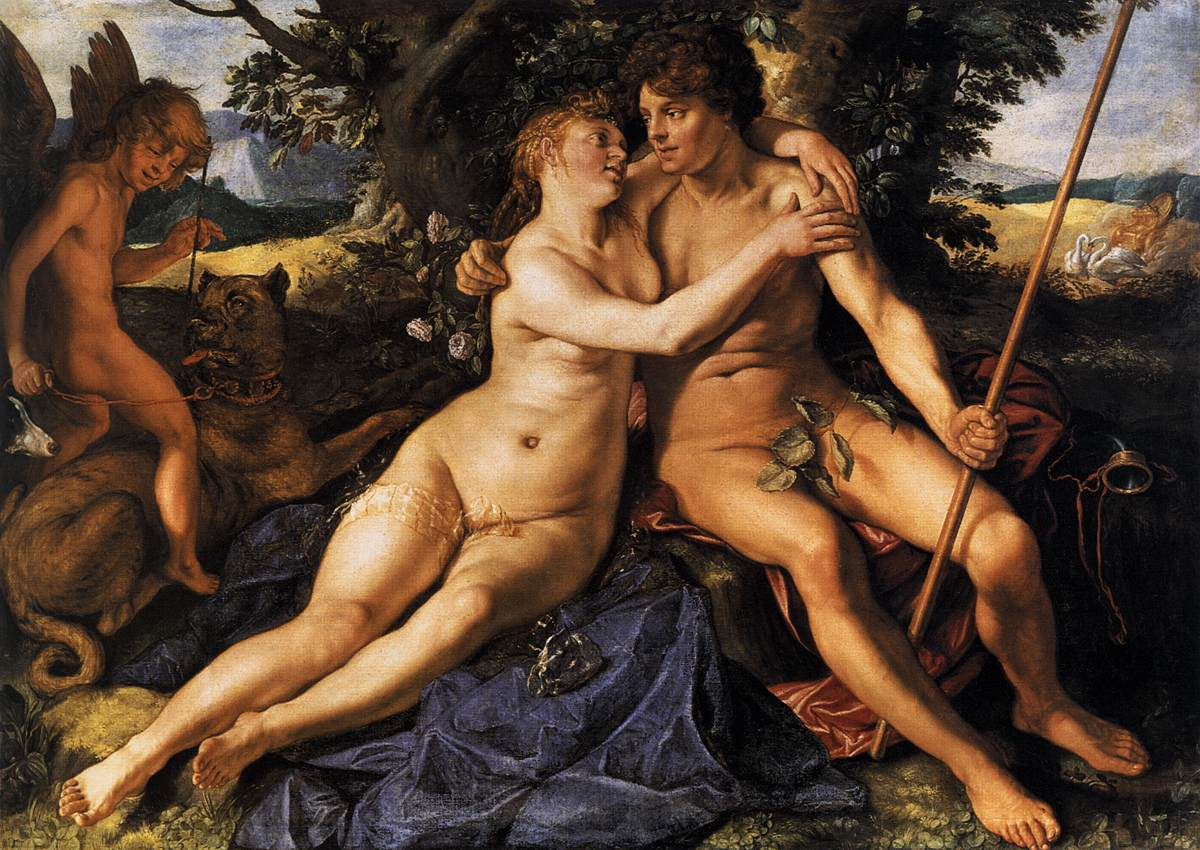
Vénus et Adonis par Hendrick Goltzius, 1614
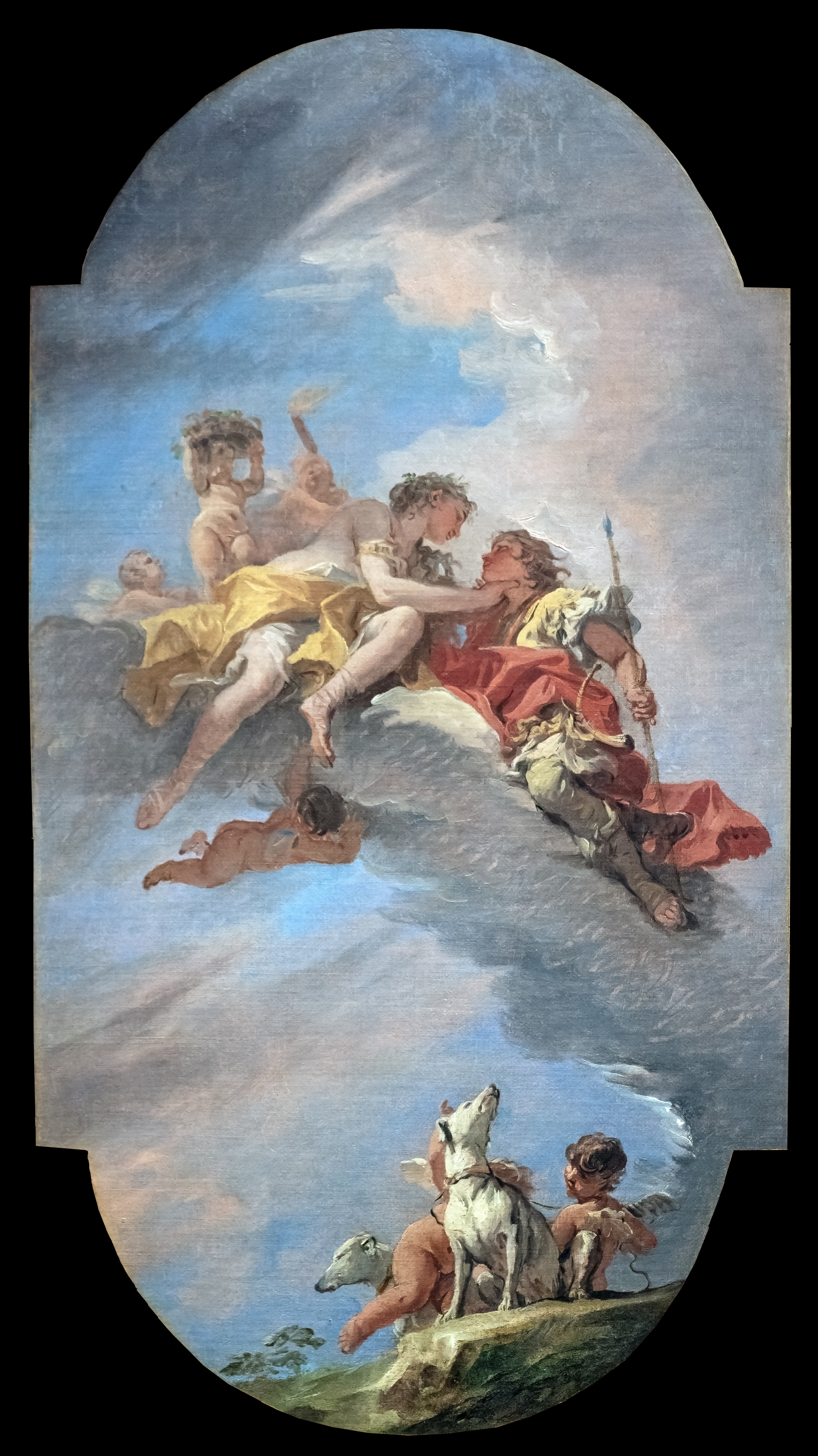
Vénus et Adonis, Sebastiano Ricci, 1707-1708, Musée des Beaux-Arts d'Orléans
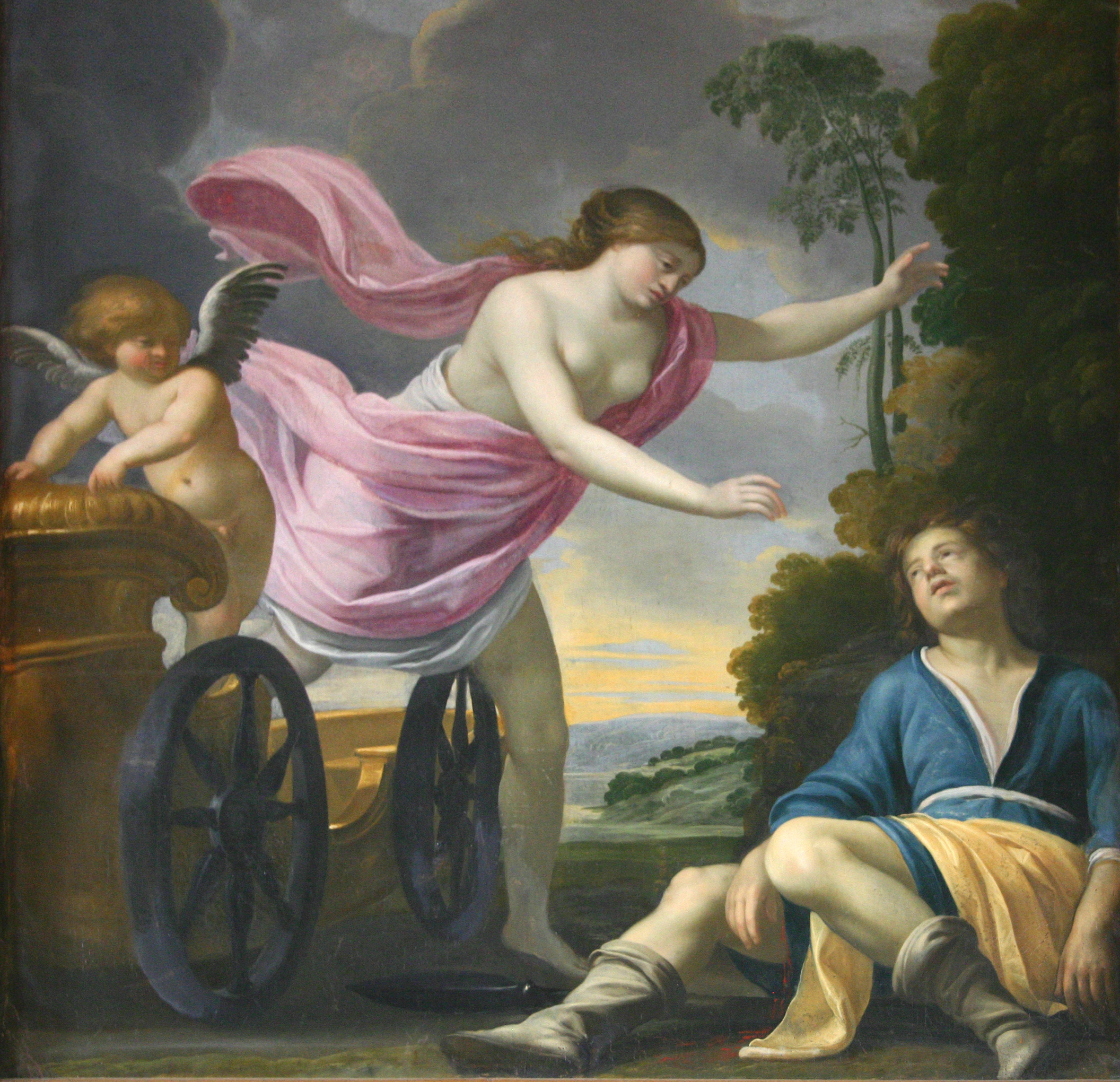
La mort d'Adonis, Jean Mosnier, Château de Cheverny
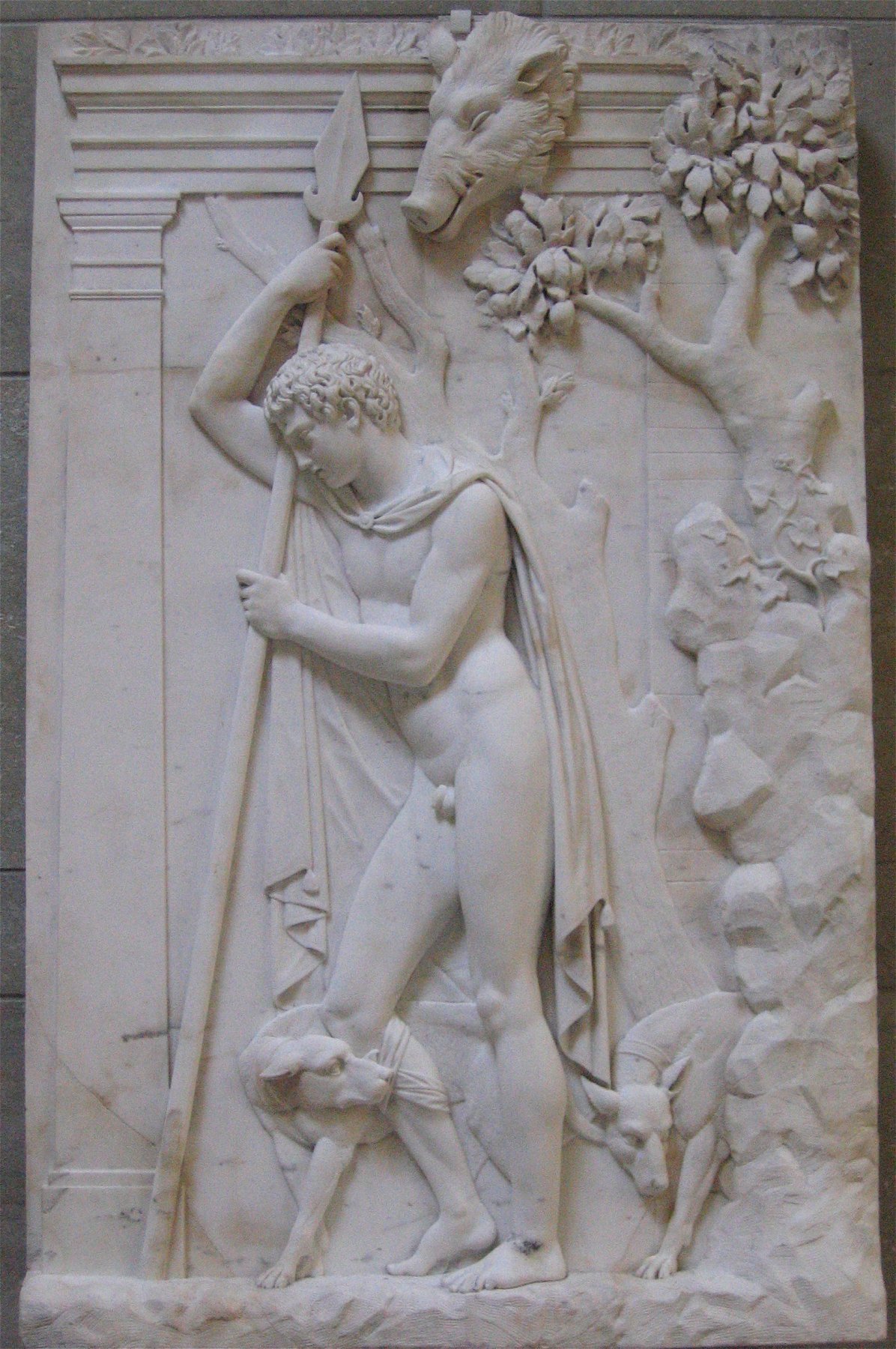
La mort d'Adonis, bas-relief de Julius Troschel, 1840-1850, Nouvelle Pinacothèque de Munich
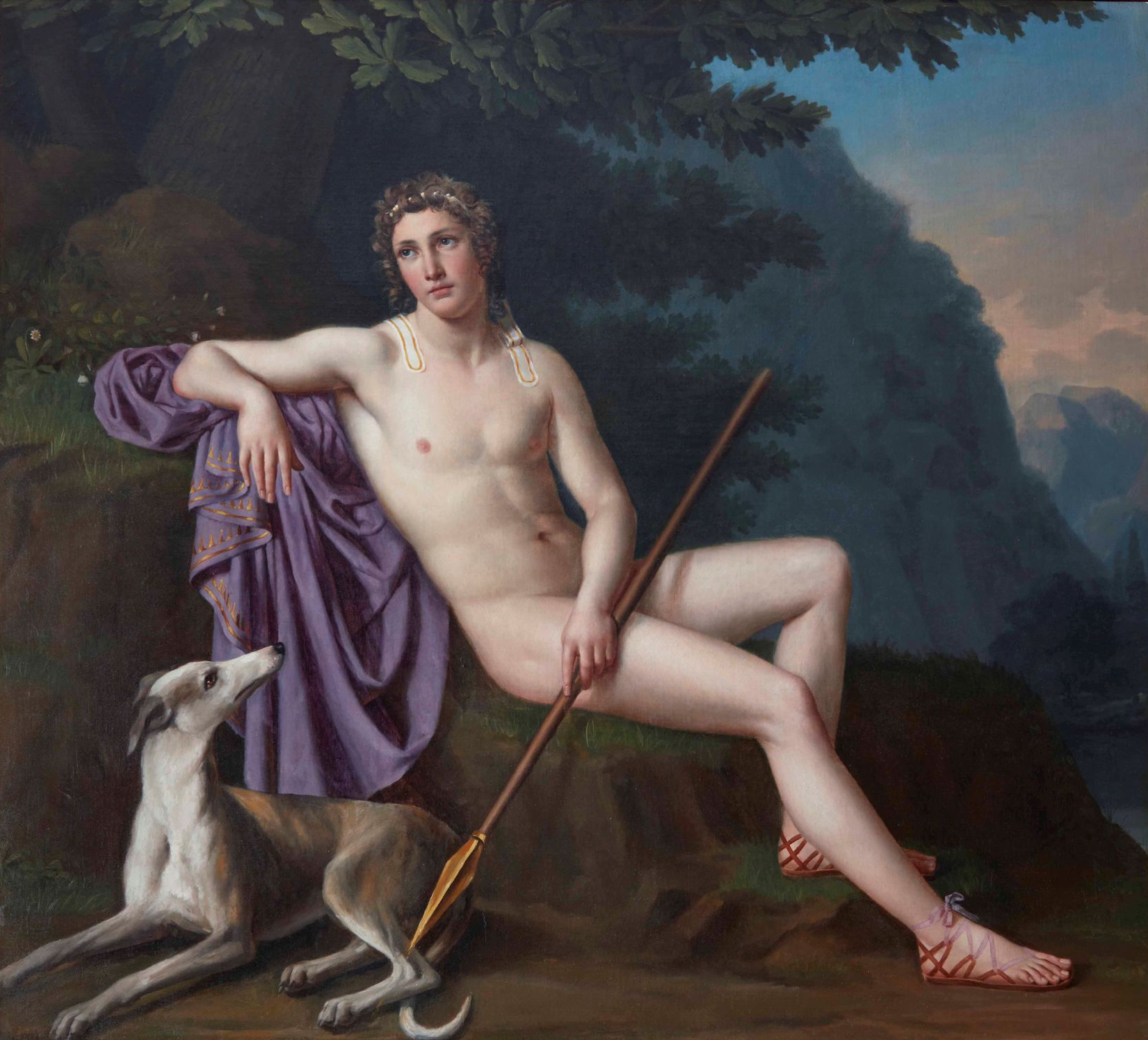
Adonis, Sophie Rude

### Sources anciennes
- Émile Chambry, Alain Billault, Émeline Marquis et Dominique Goust (trad. Émile Chambry, préf. Alain Billault), Lucien de Samosate : Œuvres complètes, Éditions Robert Laffont, coll. « Bouquins », 2015, 1248 p. (ISBN 9782221109021), « La déesse syrienne ».
- Pseudo-Apollodore, Bibliothèque [détail des éditions] [lire en ligne] (III, 14, 3-4).Apollodore transmet principalement la version de Panyassis d'Halicarnasse.
- Hygin, Fables [détail des éditions] [(la) lire en ligne] (CCXLVIII).
- Ovide, Métamorphoses [détail des éditions] [lire en ligne] (X, 298 et suiv.).
- Luc Brisson (dir.), Phèdre : Platon, Œuvres Complètes, Éditions Gallimard, 2008 (1re éd. 2006) (ISBN 978-2-0812-1810-9).

### Études modernes
- James George Frazer, Adonis. Étude de religions orientales comparées, trad.française, Paris, Geuthner, 1921.
- W. Atallah, Adonis dans la littérature et l'art grec (coll. « Études et commentaires », 62), Paris, Klincksieck, 1966.
- Marcel Detienne, Les Jardins d'Adonis. Mythologie des aromates en Grèce, Paris, Gallimard, Bibliothèque des Histoires, 1972.
- Jean-Pierre Vernant, Mythe et société en Grèce ancienne, La Découverte, 1981  (ISBN 978-2707106797) (rééd. 2004). Chapitre Entre bêtes et dieux : Des jardins d'Adonis à la mythologie des aromates. (Ce texte a été publié en introduction au livre de Marcel Detienne, Les Jardins d'Adonis).
- Adra Hoda, Le Mythe d'Adonis : culte et interprétation : étude mythique, Beyrouth, distribution Librairie orientale, 1985.
- Louis Guéry, Aspects de la Grèce antique, Tome 1, Impr. des Éd. du Martinet, Angers, 1998.